# Бутырки (деревня, Иркутский район)
Буты́рки — деревня в Иркутском районе Иркутской области России. Входит в Оёкское муниципальное образование. 

## География
Находится на левобережье реки Куды, в 4 км к юго-востоку от центра сельского поселения, села Оёк, и в 39 км к северо-востоку от Иркутска. К северной окраине (ул. Школьная) примыкает деревня Увал, официально не существующая.

## Население
| 2002 | 2010 | 2011 | 2012 |
| ---- | ---- | ---- | ---- |
| 592  | ↘587 | ↗591 | ↗607 |

По данным Всероссийской переписи, в 2010 году в деревне проживало 587 человек (286 мужчин и 301 женщина).